# Qualea parviflora
Qualea parviflora es una especie de planta con flor en la familia de las Vochysiaceae. Es originaria de América del Sur.

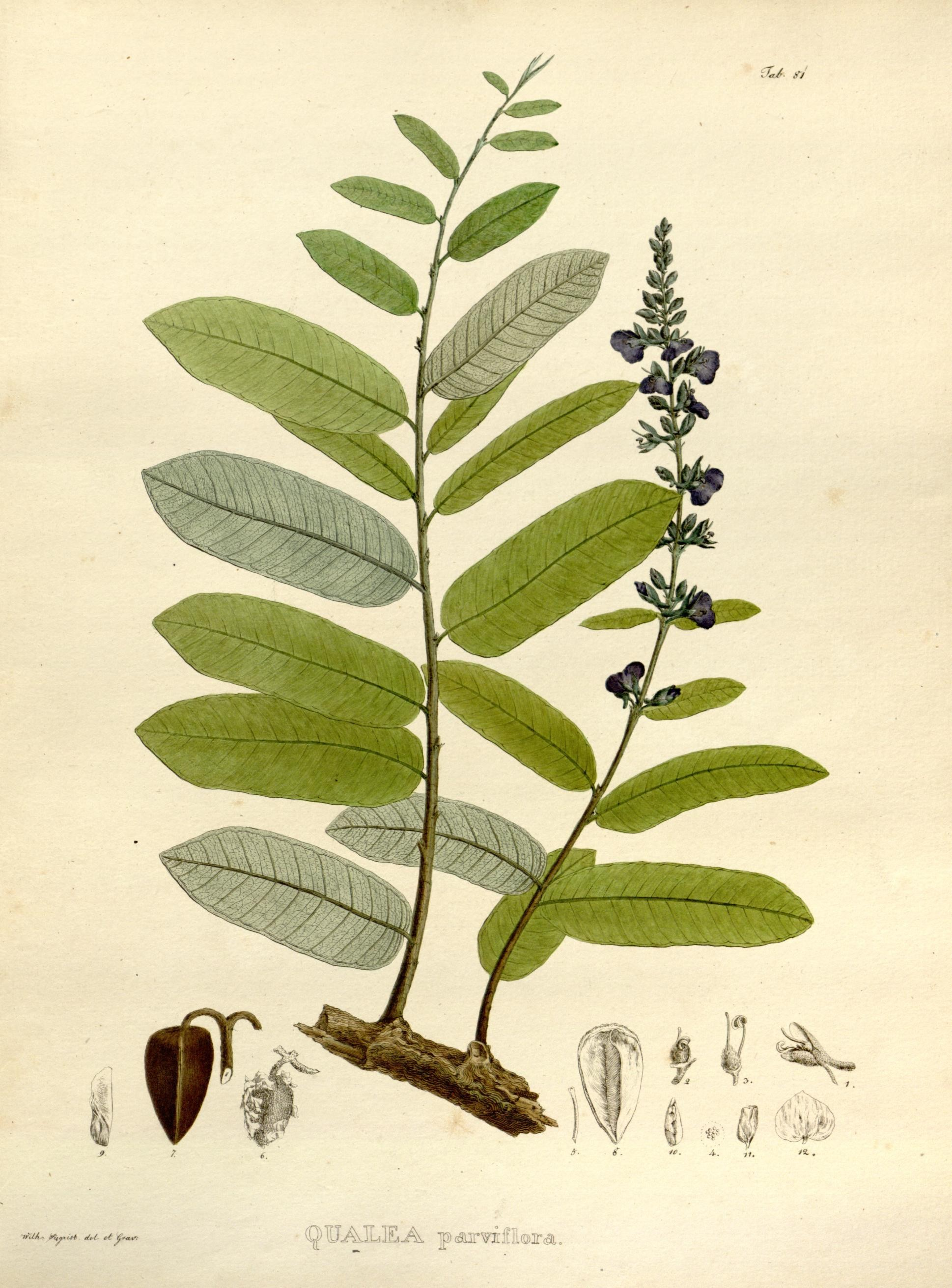
Ilustración

## Taxonomía
Qualea parviflora fue descrita por Carl Friedrich Philipp von Martius y publicado en Nova Genera et Species Plantarum . . . 1: 135, pl. 81. 1824.
Sinonimia
- Qualea parviflora var. discolor Mart.
- Qualea parviflora var. glabrata Mart.[3]